# Манггар
Манггар (індонез. Manggar) — містечко в індонезійській провінції Банка-Белітунг, адміністративний центр округу Східний Белітунг.

## Географія
Манггар розташовується на східному узбережжі острова Белітунг.

### Клімат
Містечко знаходиться у зоні, котра характеризується вологим тропічним кліматом. Найтепліший місяць — травень із середньою температурою 28 °C (82.4 °F). Найхолодніший місяць — січень, із середньою температурою 26.6 °С (79.9 °F).
| Клімат Манггара         | Клімат Манггара | Клімат Манггара | Клімат Манггара | Клімат Манггара | Клімат Манггара | Клімат Манггара | Клімат Манггара | Клімат Манггара | Клімат Манггара | Клімат Манггара | Клімат Манггара | Клімат Манггара | Клімат Манггара |
| Показник                | Січ.            | Лют.            | Бер.            | Квіт.           | Трав.           | Черв.           | Лип.            | Серп.           | Вер.            | Жовт.           | Лист.           | Груд.           | Рік             |
| Середня температура, °C | 26,6            | 27              | 27,5            | 27,9            | 28              | 27,8            | 27,5            | 27,6            | 27,8            | 27,9            | 27,5            | 26,7            | 27,5            |
| Норма опадів, мм        | 301.1           | 202             | 241.6           | 349.3           | 276.8           | 182.3           | 122.7           | 92.5            | 149.2           | 210.3           | 370.5           | 469.7           | 2968            |
| Днів з опадами          | 17,2            | 11,9            | 14,5            | 16,6            | 16,2            | 13,3            | 10,2            | 9,5             | 9,7             | 16,2            | 20,1            | 21,2            | 176,6           |
| Вологість повітря, %    | 85.8            | 85.1            | 84.4            | 83.9            | 82.7            | 80.9            | 79              | 77.4            | 78.1            | 79.2            | 82.5            | 85.5            | 82              |
| ----------------------- | --------------- | --------------- | --------------- | --------------- | --------------- | --------------- | --------------- | --------------- | --------------- | --------------- | --------------- | --------------- | --------------- |
| Джерело: Weatherbase    |                 |                 |                 |                 |                 |                 |                 |                 |                 |                 |                 |                 |                 |